# 3rd Michigan Infantry
Le 3rd Regiment Michigan Volunteer Infantry est un régiment d'infanterie qui a servi dans l'armée de l'Union pendant la guerre de Sécession.

## Organisation
Le 3rd Michigan Infantry est levé le 21 mai 1861 à Grands Rapids au Michigan. Après son arrivée à Washington D.C., le 10 juin, il est affecté à la brigade de Richardson de la division de Tyler de l'armée de Virginie du Nord-Est de McDowell jusqu'en août 1861. Il est ensuite affecté à la brigade de Richardson dans la division du Potomac jusqu'en octobre 1861 puis à la brigade de Richardson de la division de Heintzelman de l'armée du Potomac jusqu'en mars 1862. Il appartient ensuite à la troisième brigade de la troisième division du IIIe corps de l'armée du Potomac jusqu'en août 1862. Ensuite il est affecté à la troisième brigade de la première division du IIIe corps jusqu'en mars 1864. Finalement, le régiment est affecté à la deuxième brigade de la troisième division du IIe corps jusqu'en juin 1864(p75).

## Service
Le 3rd Michigan Infantry entre en service fédéral le 10 juin 1861. À 8 heures 30 le matin du jeudi 13 juin 1861, une dizaine de compagnies du 3rd Michigan Infantry, dirigées par sa musique régimentaire et ses officiers supérieurs et d'état major quittent leurs quartiers au cantonnement Anderson sur le site du parc des expositions agricoles du comté de Kent, à environ 2,5 milles (4 km) au sud de la ville de Grand Rapids, dans le Michigan. À ce moment de la guerre, l'uniforme du régiment est gris (contrairement à celui du 2nd Michigan Infantry qui est bleu).
Le 3rd Michigan marche vers le nord jusqu'à la route de Kalamazoo Plank (l'actuelle Division street) dans la ville, tourne vers le bas Monroe street jusqu'à Canal street et se dirige vers le nord jusqu'au dépôt ferroviaire de Detroit & Milwaukee, près de ce qui est aujourd'hui le coin des rues de Plainfield et Leonard.
En arrivant à la gare, les hommes embarquent à bord de deux trains spéciaux vers l'est, en passant par Ada, St. Johns, Owosso, Pontiac et finissant à Detroit, où le 3rd Michigan est fêté par les citoyens. Le régiment embarque ensuite à bord de deux bateaux pour une croisière de nuit vers Cleveland, en Ohio.De Cleveland, ils partent en train à Pittsburgh, en Pennsylvanie, puis à Harrisburg, Baltimore, dans le Maryland, et arrive finalement à Washington, D.C., le dimanche 16 juin.
Ils sont fatigués, affamés et épuisés quand ils marchent vers le pont de chaîne, juste au-dessus de Georgetown sur le fleuve Potomac, où ils établissent leur premier campement de  guerre sur les falaises surplombant la rivière. Le camp s'appelle d'abord camp McConnell (d'après le colonel du régiment), mais il change rapidement en camp Blair (d'après Austin Blair, alors gouverneur de l'État du Michigan).
Les fanfares, la foule, la ferveur patriotique de la fin d'avril cèdent bientôt la place à la réalité la plus virulente de la guerre : la mort. Le premier homme à mourir est William Choates de la compagnie C, qui décède le 1er juillet 1861, et non pas au milieu de la gloire du combat, mais en proie à la fièvre. Il est enterré près du camp Blair, et y est sans doute encore enterré.
Le baptême du feu du régiment intervient moins de trois semaines plus tard, dans l'action à Blackburn's Ford le 18 juillet 1861, un prélude à la première bataille de Bull Run, le 21 juillet. Le 3rd Michigan subit sa première perte de guerre tôt dans la matinée du samedi 20 juillet 1861, quand Homer Morgan, de la compagnie B se serait suicidé.
Le 3rd Michigan Infantry couvre la retraite des troupes fédérales de Bull Run, le 21 juillet, et va par la suite dans une succession de camps autour de Washington, tout au long de l'automne et de l'hiver 1861-62. Le régiment participe à la campagne de la Péninsule de 1862  de McClellan et subit ses pires pertes à la bataille de Seven Pines, en Virginie, le 31 mai 1862, et à Groveton (ou seconde bataille de Bull Run), le 29 août 1862.
Au cours de la bataille de Chantilly, le général Birney qui assume le commandement de la division à la suite de la mort du général Kirney fait monter en ligne les 38th New York Infantry, 2nd Michigan Infantry et le 40th New York Infantry, soutenus par les 99th Pennsylvania Infantry, 3rd Michigan Infantry et 37th New York Infantry, afin de relever la première brigade qui est à court de munitions à la suite des combats(p199).
Après la restauration du général McClellan à la tête de l'armée du Potomac, le regiment est envoyé le 2 septembre 1862 à Fairfax puis à Alexandria(p199).
Le 3rd Michigan Infantry joue un rôle périphérique de la bataille de Fredericksburg, le 13 décembre 1862. La prochaine grande action du régiment se déroule à Chancellorsville, en Virginie, le 3 mai 1863, suivie par Gettysburg où le 3rd Michigan se retrouve exposé sur Peach Orchard le 2 juillet 1863.
Le 3 mars 1863, Abraham Lincoln signe la loi sur la conscription qui fixe des quota aux États pour l'enrôlement d'hommes âgés entre 20 ans et 45 ans. Au sein du régiment, les hommes sont favorables à cette mesure. Un soldat de la compagnie G écrit ainsi : « Mais, pourquoi discuter ? Le temps des débats est depuis longtemps terminé et révolu. Maintenant, notre seule alternative est d'agir, et notre meilleur plan est d'agir avec vigueur et énergie. Si nous avons une armée tuée, laissons notre chef de l'exécutif ordonner une conscription et contraindre une nouvelle armée. »(p262). 
Près de la fin de l'été de 1863, le 3rd Michigan est détaché au département de l'est, sous le commandement du général Dix et envoyé vers le nord dans la ville de New York à la fin août pour servir de moyen de dissuasion contre des émeutes attendues lors de la prochaine conscription dans cet État. Le régiment passe plusieurs jours dans la ville de New York, la conscription se déroule sans problème et le 3rd Michigan est envoyé jusqu'au fleuve Hudson à Troy pour superviser la conscription dans cette ville, où il reste pendant deux semaines avant de retourner au sud pour rejoindre l'armée du Potomac.
Au début mai 1864, l'armée du Potomac est de nouveau en mouvement, en Virginie, et le 3rd Michigan est vivement engagé  les 5 et 6 mai à la Wilderness et les 11 et 12 mai à Spotsylvania Cour House. Le régiment participe aux mouvements s'esquive de Grant vers le sud-est autour du flanc droit de Lee par la rivière North Anna et termine son service militaire dans les tranchées en face de Petersburg, en Virginie, le 10 juin 1864, et est officiellement libéré du service le jour même.

Les hommes, qui se sont engagés en juin 1861, mais qui ne se sont pas réengagés sont renvoyés chez eux pour quitter le service à Detroit, le 20 juin 1864, alors que le reste du régiment, les vétérans réengagés et les récentes recrues, sont incorporés dans quatre compagnies (A, E, F et I), puis regroupés dans le 5th Michigan Infantry. 

« Seules trois compagnies de notre ancien troisième ont rempilé pour maintenir notre organisation. Donc, notre régiment doit perdre son nom au bout de trois ans. Le valeureux cinquième se réengage à près d'un homme, et rentre à la maison en un corps qui conserve son organisation et son nom. »

L'histoire du régiment en tant que partie intégrante de la structure militaire de l'Union  se termine, mais son histoire comme relique de ce conflit, comme symbole de ce que la lutte représente continuera de persister sur la forme de l'association de l'ancien troisième Michigan jusqu'au XXe siècle, en effet, jusqu'à la mort de chacun des membres.
Aujourd'hui, la lignée du 3rd Michigan Infantry est exercée par des soldats du 126th Cavalry Regiment de la garde nationale de l'armée du Michigan.

## Mortalité
Fondés sur la recherche et l'analyse,  de la mi-juin 1861 à la mi-juin 1864, 232 hommes sont morts en service dans le 3rd Michigan : 103 hommes sont tués au combat et 47 sont morts de leurs blessures, tandis que 80 décèdent de maladie, 2 meurent accidentellement et 1 homme est assassiné (Seth Simons à Georgetown). Cela représente un taux de mortalité de 16% (en se basant sur le total des engagements de 1411).
Bien que les chiffres exacts ne seront probablement jamais entièrement connus, sur la base  des compagnies, on note les taux de mortalité suivants :
- A : 21 morts
- B : 19
- C : 20
- D : 17
- E : 19
- F : 19
- G : 26
- H : 23
- I : 28
- K : 33
- Fanfare : 0
- Officiers supérieurs et état-major : 2

Lorsque l'on prend en compte les hommes qui sont transférés dans d'autres régiments ou qui sont libérés du 3rd Michigan et retournent dans l'armée, quelques 346 hommes n'ont pas survécu à la guerre. En tant que groupe, le 3rd Michigan subit alors un taux de perte de 24%. En d'autres termes, l'un homme sur quatre qui se sont engagés dans le 3rd Michigan n'a pas survécu à la guerre.
Le premier homme à mourir dans le régiment est probablement Joseph Proper ou Propier, le 8 mai 1861, au cantonnement Anderson à Grand Rapids. Il est inhumé dans ce qui est maintenant le cimetière d'Oak Hill (nord), à l'angle des rues de l'est et de Hall à Grand Rapids. Même s'il est inscrit dans les archives d'inhumation par nom et par unité et date de décès ainsi que lieu de sépulture dans le cimetière, sa tombe est aujourd'hui inconnue (avec plus de 40 autres soldats qui sont morts à Grand Rapids, pendant la guerre, et dont le nom s'est perdu).
Le premier homme à mourir après l'arrivée du régiment en Virginie est William Choates de la compagnie C du. Il meurt de maladie au camp Blair, en Virginie.
Homer Morgan de la compagnie B est le premier à mourir par violence, le 20 juillet 1861 à la veille de la bataille de Blackburn's Ford, supposément par suicide(p23).
Le premier homme à être tué au combat est David Stone de la compagnie H, qui est abattu le 5 mai 1862, près de Yorktown, en Virginie.
Il est un peu plus difficile d'identifier le dernier homme à mourir au cours de la guerre. Moses Monroe, à l'origine de la compagnie E et transféré à le 5th Michigan en juin 1864, est blessé le 6 avril 1865, à Sayler's Creek, en Virginie, près d'Appomattox et est mort de ses blessures le 23 avril. Cependant, quatorze autres anciens membres du 3rd Michigan décèdent en avril 1865, et un autre le 4 en mai. Par exemple, Casper Thenner, malade, vient juste de rentrer à son domicile à Grand Rapids quand il meurt le 27 mai, et est inhumé dans ce qui est maintenant une tombe anonyme dans le cimetière d'Oak Hill (sud).
Le dernier décès en 1865 est probablement celui de Joel Guild, qui vient de rentrer à son domicile à Grand Rapids, souffrant de dysenterie contractée pendant le service, quand il meurt en décembre.

Peut-être le dernier homme à mourir en conséquence directe de la guerre est Samuel Thurston de la compagnie C(p1910). Selon le Grand Rapids Messager du 9 février 1897 : 

« Après avoir reçu une balle rebelle dans le poumon droit depuis plus de trente ans, Thurston, qui était un pensionnaire de la maison des soldats du Michigan a renoncé au combat. La balle avait, pendant plus de trente années cherché son chemin vers le bas à travers les tissus des poumons, et hier après-midi a abandonné, la mort étant presque instantanée. La balle a été recouvert d'un morceau de linge, alors qu'elle avait quitté le fusil d'un quelconque soldat rebelle, le morceau et la balle étant solidement reliés. À 2 heures, hier matin, Thurston a été emmené à l'hôpital, après avoir été en bonne santé jusqu'à peu de temps auparavant. Dans l'après-midi, il s'est plaint à son infirmière que son cœur lui faisait mal, et alors qu'elle avait disparu pour obtenir une application d'eau chaude, Thurston est mort. »

Le dernier survivant du 3rd Michigan est Willard Olds de la compagnie C, qui décède à son domicile près de Belding, dans le comté d'Ionie en 1937 deux semaines avant son cent-deuxième anniversaire et est enterré dans le cimetière d'Otisco(p1927).

## Commandants
- Colonel Daniel McConnell
- Colonel Stephen Gardner Champlin
- Colonel Byron Pierce